# 藝卓

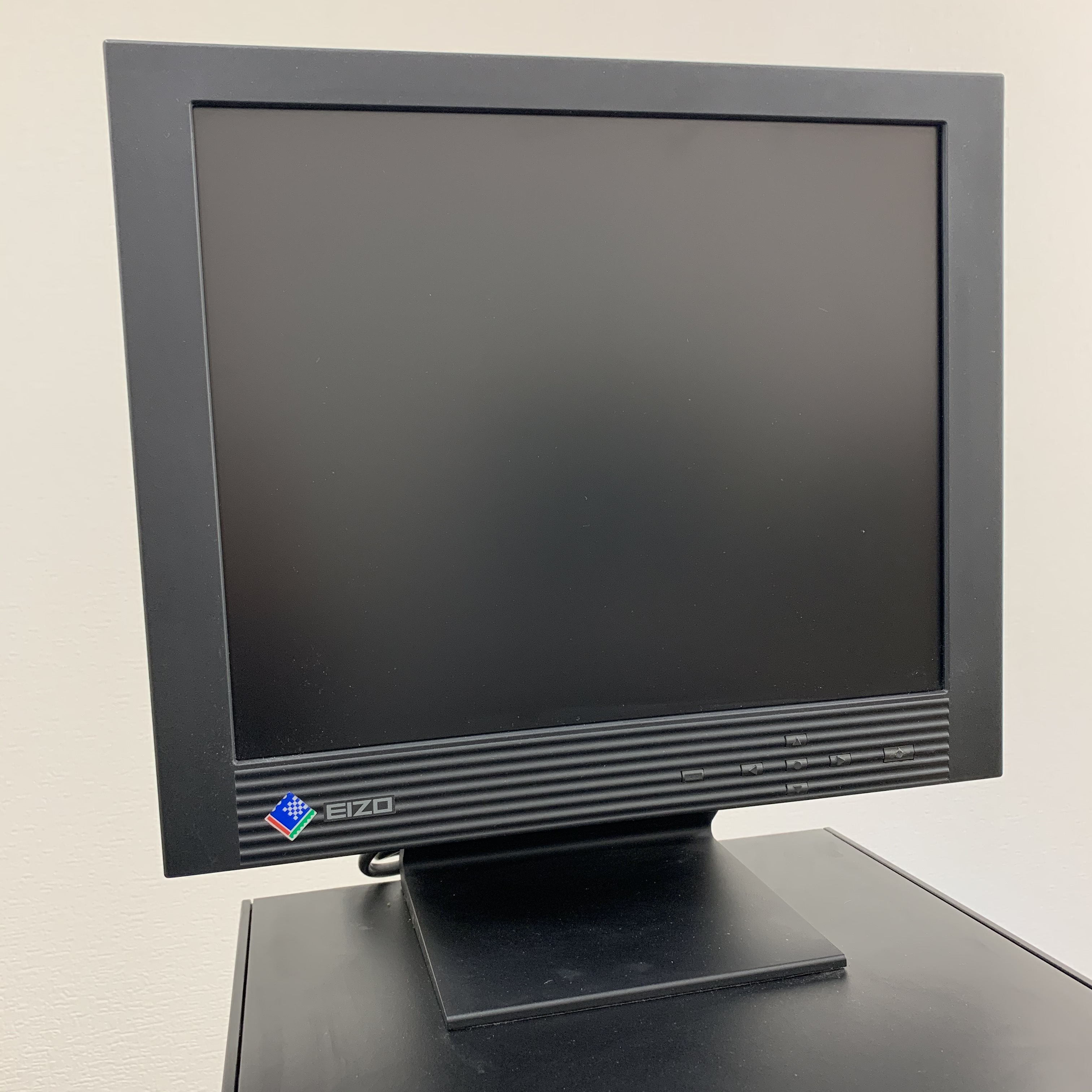
EIZO FlexScan L461 (16.0inch)

藝卓公司（Eizo Corporation、EIZO、株式会社ナナオ）(東證1部：6737)是一家生產顯示器的日本公司，於1968年創立，原名，直至1973年才采用現時的名稱，他們以高價提供高品質圖像的產品，對象主要為專業使用者與產業。
電子遊戲開發商Irem是其子公司。

## 產品
- 液晶顯示器
- 繪圖顯示器
- 觸摸式顯示器
- 醫療顯示系統
- Windows終端
- 配件

## 外部連結
- 官方網站 （页面存档备份，存于）